# Trachea hodita
Trachea hodita är en fjärilsart som beskrevs av Swinhoe 1895. Trachea hodita ingår i släktet Trachea och familjen nattflyn. Inga underarter finns listade i Catalogue of Life.